# Работническо първенство
Работническото първенство е български футболен турнир. Организатор на турнира е БФС. Провежда се от 1949 г. В него участват отбори на физкултурните колективи от предприятия и учреждения. До 1990 г. окръжните първенци заедно с първенците на колективите на физкултурните дружества от София, Пловдив и Варна се състезават чрез елиминиране в два мача при разменено гостуване, за да излъчат четири отбора-финалисти. Те играят по системата „всеки срещу всеки“ по един мач, като победителят се определя по броя на точките, а при равенство - по головата разлика. Срещите на финалната четворка са част от ежегодно организираните Републикански работнически спартакиади. От 2002 г. турнира се провежда през месец юни в курортен комплекс "Албена". Дават се колективни и индивидуални награди. В първата фаза на турнира в осемте регионални групи (Варна, Бургас, Ловеч, Монтана, Пловдив, Русе, София и Хасково) се играе на принципа всеки срещу всеки. След това осемте победителя участват на финалите в кк. „Албена“. Тегли се жребий и се играят четвъртфинали, полуфинали и финал.

## Победители в турнира
- 1952 – ДМК „Родопа“ (Сливен).
- 1953 – Завод-12 (София)
- 1954 – Завод-12 (София)
- 1955 – Завод-12 (София)
- 1956 – Завод-12 (София)
- 1957 – Завод „Сталин“ (Перник)
- 1958 – АТЗ (Шумен)
- 1959 – МЗ „Ленин“ (Перник)
- 1960 – Завод „Карл Маркс“ (Девня)
- 1961 – Месокомбинат (Русе)
- 1962 – МОК „Горубсо“ (Мадан)
- 1963 – ВМЗ (Сопот)
- 1964 – ДМЗ „Антон Иванов“ (Пловдив)
- 1965 – МОК „Горубсо“ (Мадан)
- 1966 – Кондензаторен завод (Кюстендил)
- 1967 – Автостроител (Шумен)
- 1968 – Металургичен завод (Кремиковци)
- 1969 – Авиотехник (Пловдив)
- 1970 – МОК „Горубсо“ (Мадан)
- 1971 – Силнотоков завод (София)
- 1972 – МОК „Горубсо“ (Мадан)
- 1973 – МОК „Горубсо“ (Мадан)
- 1974 – Металургичен завод (Кремиковци)
- 1975 – МОК „Горубсо“ (Мадан)
- 1976 – Завод „Дянко Стефанов“ (Разград)
- 1977 – Вагонно-ремонтен завод (гр. Левски)
- 1978 – Нефтохимик (Бургас)
- 1979 – МОК „Горубсо“ (Мадан)
- 1980 – ТЕЦ „Марица-Изток“ (Раднево)
- 1981 – МОК „Горубсо“ (Мадан)
- 1982 – Елпром (Тетевен)
- 1983 – Дунарит (Русе)
- 1984 – Автобусен завод „Чавдар“ (Ботевград)
- 1985 – Енергетик (Перник)
- 1986 – Дунарит (Русе)
- 1987 – Автомобилен завод „Мадара“ (Шумен)
- 1988 – Дунарит (Русе)
- 1989 – Енергетик (Гълъбово) – шампион става Арсенал (Казанлък)- информация от Футбол годишник 1989 г
- 1990 – ТЕЦ „Марица-Изток“ (Раднево) – шампион става Георги Дамянов (Средногорие) – Футбол годишник 1990 г
- 1991 – ТЕЦ „Марица-Изток“ (Раднево) – шампион става Железничар (Горна Оряховица) – Футбол годишник 1991 г
- 1992 – ТЕЦ „Марица-Изток“ (Раднево)
- 1993 – Металик (Сопот)
- 1994 – Дунарит (Русе)
- 1995 – Порт (Варна)
- 1996 – Първа атомна (Козлодуй)
- 1997 – Енергетик (Перник)
- 1998 – Порт (Бургас)
- 1999 – Енергетик (Перник)
- 2000 – Енергетик (Перник)
- 2001 – Първа атомна (Козлодуй)
- 2002 – Порт (Бургас)
- 2003 – Завод „Енергия“ (Търговище)
- 2004 – РФК Шумен
- 2005 – Енергетик (Перник)
- 2006 – Кълвача газ (Стара Загора)
- 2007 – ВМС (Варна)